# Søren Palshøj
Søren Palshøj (født 21. februar 1979 i Brande) er en dansk eliteløber som hovedsagligt konkurrerer på halvmaraton- og helmaratondistancen. Han har løbet for Herning Løbeklub i hele sin karriere. Inden han startede i denne løbeklub havde han løbet meget i Brande, hvor han er født og opvokset. Han var gennem hele 2006 og starten af 2007 meget skadet. Han er kendt for altid at løbe med solbriller.
Palshøjvandt i 2005 DM på halvmaratondistancen i Kongens Lyngby såvel som på maratondistancen ved H.C. Andersen Marathon i Odense i tiden 2:23.53 minutter. Maratontitlen genvandt han i Odense i 2007 med ny PR ved H. C. Andersen maratonløbet i tiden 2:21:59. Han var i 2006 en del af det Herning Løbeklub-mandskab, der blev nr. 5 ved Europacuppen for klubhold (halvmaraton).
Ved 1. runde af Etape Bornholm 2007 endte han som den bedste dansker på 10km turen i tiden 30.29 min, blot 37 sekunder efter den vindende Kenyaner og 8 sekunder foran holdkammeraten Jesper Faurschou , som kort tid forinden løb 29.50 min. Tiden var ligeledes ny personlig rekord. 

## Personlige rekorder
- 5000 meter:

- 10000 meter: 30:46.05 (30.26 landevej)

- Halvmaraton: 1:06.38 (Ikke anerkendt rute)

- Maraton: 2:21.59

## Mesterskaber

### Internationale mesterskaber
- 2005 	NM 	10.000m 	14 	30:50.40 	Herning Løbeklub

### Danske mesterskaber
- 2007 	DM 	Maraton 	1 	2:21,59 	Herning Løbeklub

- 2006 	DM 	Halvmaraton 	5 	1:07.46 	Herning Løbeklub

- 2005 	DM 	Halvmaraton 	1 	1:06.38 	Herning Løbeklub

- 2005 	DM 	Maraton 	1 	2:23.53 	Herning Løbeklub

- 2005 	DM 	10.000m 	6 	30:46.05 	Herning Løbeklub

- 2005 	DM 	10km 	 6 	31.16 	 Herning Løbeklub

- 2004 	DM 	Halvmaraton 	6 	1:07.41 	Herning Løbeklub

- 2004 	DM 	Maraton 	7 	2:28.17 	Herning Løbeklub

- 2004 	DM 	10.000m 	8 	31:01.96 	Herning Løbeklub

- 2002 	DM 	Maraton 	6 	2:26,16 	Herning Løbeklub